# Manilkara multifida
A Manilkara multifida, popularmente conhecida como Maçaranduba, é uma espécie de árvore endêmica situada no sul da Bahia, na região da Mata Atlântica, pertencente à família Sapotaceae. Apresenta crescimento lento e tolerante à sombra, sendo encontrada na floresta ombrófila e também nas áreas de cabruca que são mais novas.

## Características
É uma espécie arbórea que secreta látex branco e apresenta um caule acinzentado com lentículas proeminentes. Essa árvore chega a medir 14 metros de altura, entretanto, é possível encontrar árvores da mesma espécie com mais de 30 metros de altura. A Manilkara multifida é de fácil identificação por conta da presença de folhas que apresentam cutícula espessa, chamadas de folhas coriáceas, comum em plantas de regiões com clima árido. As folhas apresentam coloração dourada por conta do conjunto de indumentos e, por conta disso, a copa dessa árvore se destaca. Apresenta inflorescência bastante amontoada de flores, com o pedicelo curto, variando de 0,6 a 0,8 centímetros. As flores dessa espécie possuem cálice avermelhado e corola branca.

## Fenologia
A fenologia da Manilkara multifida ocorre entre os meses de agosto e outubro.

## Distribuição Geográfica
A Manilkara multifida está restrita á Floresta Ombrófila Densa do sul da Bahia, valendo salientar que sua distribuição não está sujeita às barreiras impostas pelos rios de Contas e Jequitinhonha que cortam a Floresta Atlântica do sul da Bahia. Os exemplares existentes de Manilkara multifida são mais frequentes em regiões de baixadas e apresentam maior densidade ao sul do rio Jequitinhonha e tende a decrescer à medida que se avança para a região Norte.